# سيجون سوزوكي
سيجون سوزوكي (باليابانية: 鈴木 清太郎) مخرج وممثل وكاتب سيناريو ياباني، اشتهر بأفلام الجريمة. أثر على مخرجين كبار اليوم مثل ديفيد لينش وبارك تشان ووك وكوينتن تارنتينو وجيم جارموش ووونغ كار واي وبريان دي بالما وبونغ جون هو. تشتهر أفلامه بأسلوبها البصري المتناقض، وروح الدعابة غير الموقرة، والروعة العدمية، والإحساس بالتسلية فوق المنطق. بدأ أسلوبه السريالي المتزايد في إثارة غضب الاستوديو في عام 1963 وأخرج عند إقالته أعظم أعماله، Branded to Kill، بطولة جو شيشيدو.
نجح سوزوكي في رفع دعوى قضائية ضد الاستوديو بسبب الفصل التعسفي، لكنه تم إدراجه في القائمة السوداء لمدة 10 سنوات بعد ذلك. بصفته صانع أفلام مستقل، حصل على إشادة من النقاد عن الكثير من أفلامه. وظلت أفلامه غير معروفة خارج اليابان حتى سلسلة من العروض المسرحية الاسترجاعية التي بدأت في منتصف الثمانينيات، وإصدارات الفيديو المنزلي لأفلام رئيسية مثل Branded to Kill و Tokyo Drifter في أواخر التسعينيات، استمر سوزوكي في صناعة الأفلام، وإن كان ذلك بشكل متقطع. في اليابان، فهو معروف أكثر كممثل لأدواره العديدة في الأفلام والتلفزيون الياباني.

## النشأة والوظيفة
وُلد سوزوكي خلال فترة تايشو، وقبل ثلاثة أشهر من زلزال كانتو، في نيهونباشي وارد (الآن جناح تشو الخاص) في طوكيو. ولد شقيقه الأصغر، كينجي سوزوكي (الآن مذيع تليفزيوني متقاعد في NHK)، وهو أصغر منه بست سنوات. كانت عائلته تعمل في تجارة المنسوجات. وبعد حصوله على شهادة في مدرسة التجارة في طوكيو في عام 1941، تقدم سوزوكي بطلب إلى كلية وزارة الزراعة، لكنه فشل في امتحان القبول بسبب ضعف العلامات في الكيمياء والفيزياء. بعد عام، التحق بنجاح بكلية هيروساكي.
وفي عام 1943، تم تجنيده من قبل الجيش الإمبراطوري الياباني للخدمة في الحرب العالمية الثانية. أرسل إلى إيست أبيكو، شيبا، وتم منحه رتبة خاص من الدرجة الثانية. وفي عام 1946، بعد أن بلغ رتبة ملازم ثاني في فيلق الأرصاد الجوية، عاد إلى هيروساكي وأكمل دراسته. وكتب سوزوكي عن الفترة التي قضاها في الجيش:
بينما بقيت في الجيش خوفًا من أن أُعدم كهارب من الجيش بمجرد أن رميَت بندقيتي وركض، لم يمض وقت طويل قبل ترقيتي إلى ضابط متدرب براتب اثني عشر يناً ونصفًا، يمكن مقارنتها في ذلك الوقت بمدير الإدارة في الحياة العملية. ذهبت إلى الفلبين، حيث اتخذت الحرب منعطفًا خاطئًا بالنسبة لنا. ثم تم نقلي إلى تايوان، حيث كنت متمركزًا في مطار منعزل عند سفح جبل، مع اثني عشر آخرين. تم تقسيم أجورنا إلى ثلاثة عشر جزءًا متساويًا؛ كما في نظام شيوعي مثالي. لتجنب اندلاع تمرد بسبب الحرمان الجنسي، لم نحصل فقط على الطعام والملبس والمأوى، لكن طاقم الجيش اعتبر أيضًا أنه من الضروري استراتيجيًا تزويدنا بثلاث عاهرات من الجيش. هذه ليست قصة مفيدة للغاية، لكن لا يمكنني مساعدتها:
قال أيضًا إنه غالبًا ما وجد أهوال الحرب كوميديا،  مثل رفع الرجال على متن سفينته بالحبال وضربهم بالأسود والأزرق على الهيكل، أو البوق ينفخ بوقه في كل مرة يتم فيها إلقاء نعش في البحر. يكتب إيان بوروما، «روح الدعابة في هذه المواقف قد تفلت من شخص لم يكن موجودًا. لكن سوزوكي يؤكد لنا أنه كان مضحكًا.»
لكن الحرب مضحكة للغاية، كما تعلم! عندما تكون في منتصفه، لا يمكنك إلا أن تضحك. بالطبع الأمر مختلف عندما تواجه العدو. ألقيت في البحر أثناء غارة قصف. عندما كنت انجرف، تلقيت الضحك. عندما تم قصفنا، كان هناك بعض الأشخاص على ظهر السفينة. كان هذا مشهد مضحك
بعد ذلك تقدم بطلب إلى جامعة طوكيو، لكني فشلت مرة أخرى في امتحان القبول. بدعوة من صديق رسب أيضًا في الامتحان، التحق سوزوكي بقسم الأفلام في أكاديمية كاماكورا. في أكتوبر عام 1948، نجح في امتحان شركة شوتشيكو في امتحان القبول وتم التعاقد معه باعتباريه المدير المساعد في ستوديو أوفانا للشركة. وهناك عمل تحت إشراف المخرجين مينورا شيبويا وياسوشي ساساكي ونوبورو ناكامورا وهيديو أونيوا قبل أن ينضم إلى الطاقم العادي لـ تسارو أوساما.

## الصعود والهبوط في نيكاتسو
في عام 1954، أعادت شركة نيكاتسو فتح أبوابها بعد أن توقفت عن إنتاج جميع الأفلام في بداية الحرب. استقطب العديد من المخرجين المساعدين من استوديوهات الأفلام الكبرى الأخرى بوعد التحايل على قائمة الانتظار الطويلة المعتادة للترقية. وكان من بين هؤلاء العُرّافين سوزوكي، الذي تولى منصب مساعد توجيه هناك بنحو ثلاثة أضعاف راتبه السابق.  عمل تحت إشراف المخرجين هيديسوك تاكيزاوا وكيوشي سايكي وسو يامامورا وهيروشي نوغوتشي. كان سيناريو الفيلم الأول الذي تم تصويره هو Duel at Sunset (落日 の 決 闘Rakujitsu no ketto. كان من إخراج هيروشي نوغوتشي. في عام 1956، أصبح مديرًا كاملاً.
كان أول ظهور له في الإخراح هو فيلم Victory Is Mine ، أو kayo eiga، أو فيلم أغنية البوب، وهو جزء من نوع فرعي يعمل كوسيلة لتسجيل أغاني البوب والمغنين. وأعجب بجودة الفيلم وقع نيكاتسو معه على عقد طويل الأمد. جميع الأفلام التي صنعها لـ Nikkatsu تقريبًا عبارة عن صور برامج، أو أفلام B ، وهي أفلام من نوع خط الإنتاج تم إنتاجها وفقًا لجدول زمني ضيق وميزانية صغيرة كان من المفترض أن تملأ النصف الثاني من فيلم مزدوج. كان من المتوقع أن يعمل مديرو B بسرعة، مع أخذ أي نص تم تعيينه لهم، ورفضوا البرامج النصية فقط لخطر الاستبعاد. حافظ سوزوكي على وتيرة رائعة، بمتوسط 3 أفلام في السنة، ويدعي أنه رفض سيناريو 2 أو 3 فقط خلال سنوات عمله في الاستوديو. قال فيما بعد عن جدول عمله (والفصل التعسفي):
في الواقع، كان صنع الأفلام عملاً مؤلمًا، كما كنت أقول لزوجتي كثيرًا. كنت أرغب بالفعل في الإقلاع عن التدخين قبل أربع أو خمس سنوات. قلت لها إنني كرهت هذه العملية الحمقاء المؤلمة. أخبرتني أنني لا يجب أن أقول مثل هذا الشيء... إذا تحدثت بهذه الطريقة، فسيتحقق ذلك. وفعلت ذلك في النهاية. [هذا يلمح إلى إقالته غير العادلة من نيكاتسو في عام 1968.] بالنسبة لي، كان ذلك مصدر ارتياح. شعرت بهذه الطريقة منذ البداية.
فيلمه الثالث والأول ياكوزا عمل الفيلم، تاون الشيطان ، ربط له لا محالة لهذا النوع. كان فيلم Underworld Beauty (1958) أول فيلم له CinemaScope وكان أيضًا أول فيلم يُنسب إلى اسمه المستعار سيجون سوزوكي.
بعد أن حقق نجاحًا معتدلًا، بدأ عمله في جذب المزيد من الاهتمام، خاصة بين الطلاب،  مع فيلم «شباب الوحش» عام 1963 والذي اعتبره علماء السينما "إنجازًا".  يسميها سوزوكي نفسه "أول فيلم أصلي حقًا".  أسلوبه يتهرب بشكل متزايد من التقاليد النوعية، ويفضل الإفراط البصري والإثارة العميقة على حبكة متماسكة ويضخ الفكاهة الجنونية في نوع مهيب عادة، ويتطور إلى "صوت" مميز. توني راينزأوضح، "في نظره، نشأت الصفات البصرية والهيكلية لأفلامه في الستينيات من مزيج من الملل (" كانت جميع نصوص الشركة متشابهة جدًا؛ إذا وجدت سطرًا واحدًا أصليًا، يمكنني أن أرى مجالًا للقيام به شيء به ") والحفاظ على الذات (" نظرًا لأننا جميعًا مدراء العقود كنا نعمل من خلال نصوص متطابقة، كان من المهم إيجاد طريقة للتميز عن الآخرين ").
إذا سمعت كلمة فيلم B ، فمن المحتمل أن تضحك بحرارة، لكن مخرج فيلم B لديه مخاوفه الخاصة. في إعلانات الصحف، عادةً ما يكون للميزة الرئيسية المكان الأبرز، وأنا في الأسفل. أكثر ما يقلق مخرج فيلم B هو السؤال «ما هو تأثير السمة الرئيسية التي تظهر قبل فيلمك؟» عادةً ما تحتوي أفلام Nikkatsu على نفس الحبكة: تقع الشخصية الرئيسية في حب امرأة، ويقتل الرجل السيئ ويحصل على المرأة. يتكرر هذا النمط في كل فيلم، لذا عليك التركيز على اكتشاف كل ما يمكنك معرفته عن الممثلين، ومن هو المخرج، والنهج الذي يتبعه هذا المخرج. هذا ما يفعله مخرج فيلم B. على سبيل المثال، فإن مخرج الفيلم الرئيسي لديه عادة تصوير مشهد حب بطريقة معينة؛ هذا يعني أنني يجب أن أتعامل معها بطريقة أخرى. مدير الميزة الرئيسية سهل. ليس عليه أن يكتشف كيف أعمل على الإطلاق. يمكنه فقط أن يفعل ما يشاء. لذلك في الواقع، يواجه مخرج فيلم B مهمة أصعب من زميله الذي يقوم بالميزة الرئيسية. لهذا السبب يجب أن يمنحني الاستوديو مالًا أكثر منه، في الواقع، لكن العكس هو الصحيح.
تم تعزيز هذا التطور بمساعدة المتعاونين ذوي التفكير المماثل. اعتبر سوزوكي أن مصمم الإنتاج من بين أهم المصممين:
كان Bastard نقطة تحول حقيقية في مسيرتي المهنية، أكثر من «شباب الوحش» ، التي صنعتها من قبل. كانت المرة الأولى لي مع [تاكيو كيمورا] كمصمم، وكان هذا التعاون حاسمًا بالنسبة لي. مع Kimura بدأت العمل على طرق لجعل الوهم الأساسي للسينما أكثر قوة.
نمت قاعدة المعجبين به بسرعة، لكنها لم تمتد إلى رئيس الاستوديو كيوساكو هوري. بدءًا من Tattooed Life ، أصدر الاستوديو تحذيرًا لسوزوكي من «الذهاب بعيدًا جدًا».  قام بالرد مع كارمن من مدينة كاواتشي، وبعد ذلك أُمر «باللعب مباشرة»  وخفضت ميزانيته لفيلمه التالي.  وكانت النتيجة هي Tokyo Drifter ، وهو «غلاية بوتيكية روتينية ظاهريًا» تم تحويلها إلى «فانتازيا مدهشة ومذهلة».  أن تم تقليصه إلى التصوير باللونين الأبيض والأسود، صنع سوزوكي فيلمه الأربعين خلال 12 عامًا مع الشركة، Branded to Kill (1967)، وأطلق عليه النقاد أنه تحفة.

## سوزوكي ونيكاتسو
في 25 أبريل 1968، تلقى سوزوكي مكالمة هاتفية من سكرتير نيكاتسو يبلغه أنه لن يتسلم راتبه عن ذلك الشهر.  التقى صديقان لسوزوكي بهوري في اليوم التالي وأُبلغا أن «أفلام سوزوكي كانت غير مفهومة، وأنهم لم يربحوا أي أموال وأن سوزوكي قد يتخلى عن مسيرته المهنية كمخرج لأنه لن يصنع أفلامًا لأية شركات أخرى».  في ذلك الوقت، كانت جمعية السينما التي يديرها الطلاب، والتي يرأسها كازوكو كاواكيتا، ترعى معرضًا استعاديًا كبيرًا لأفلام سوزوكي. من المفترض أن تكون أول من يكرم مخرجًا يابانيًا في اليابان. كان من المقرر أن تبدأ في 10 مايو، لكن هوري سحب جميع أفلامه من التوزيع ورفض إطلاقها في نادي السينما. تم إخبار الطلاب أن «نيكاتسو لم يكن بإمكانه اكتساب سمعة في صناعة الأفلام التي يفهمها جمهور حصري فقط، وأن عرض أفلام غير مفهومة وبالتالي سيئة من شأنه أن يلحق العار بالشركة»، مضيفًا أن «أفلام سوزوكي لن يتم عرضها لبعض الوقت في المسارح أو بجوار نادي السينما».
أبلغ سوزوكي عن الإنهاء غير القانوني لعقده وإزالة أفلامه من التوزيع إلى جمعية مديري الأفلام اليابانية. التقى رئيس النقابة هينوسوكي جوشو بهوري في 2 مايو، لكنه لم يتمكن من حل المشكلة. ثم أصدر غوشو إعلانًا عامًا يدين نيكاتسو لخرق العقد وانتهاك حق سوزوكي في حرية التعبير . في يوم المعرض بأثر رجعي، اجتمع نادي السينما لمناقشة الوضع. حضر مائتي شخص، فاق بكثير توقعاتهم. تبع ذلك نقاش استمر ثلاث ساعات حول ما إذا كان ينبغي عليهم التفاوض بشأن إصدار الأفلام، أو مواجهة نيكاتسو مباشرة. تم الاتفاق على الأول وتقرر بذل الجهود لإبقاء الجمهور على اطلاع.
في 7 يونيو، بعد محاولات متكررة للتفاهم مع نيكاتسو، رفع سوزوكي الاستوديو إلى المحكمة، ورفع دعوى قضائية لخرق العقد والأضرار الشخصية التي بلغت 730000 ين . كما طالب هوري بإرسال رسائل اعتذار إلى الصحف الثلاث الكبرى على الحساب. أن تصريحات هوري أعطت الانطباع بأن جميع أفلامه كانت سيئة. ثم دعا إلى مؤتمر صحفي مع ممثلي نقابة المخرجين في اليابان، ونقابة الممثلين، ونقابة كتاب السيناريو، و ATG ، ونادي السينما. بين تشارك كانت الإدارة ناجيسا أوشيما، ماساهيرو شينودا وكى كوماي . كانت المجموعة الوحيدة غير الممثلة هي جمعية مديري نيكاتسو.
أقام نادي السينما مظاهرة عامة في 12 يونيو، أسفرت عن تشكيل لجنة مشتركة لدعم سوزوكي ضد نيكاتسو. وتألفت لجنة معظمها من المخرجين والممثلين، كبيرة الجماعات فيلم الطالب وصناع السينما المستقلة .  هذه أيضًا المرة الأولى التي يتورط فيها الجمهور في نوع من النزاع يقتصر عادةً على الصناعة. قام نادي السينما، ومجموعات أخرى مماثلة، بتعبئة الجمهور، وعقد حلقات نقاش وقيادة مظاهرات حاشدة ضد الاستوديو. استند الدعم العام ، الذي حصل في ذروة الحركة الطلابية ، على تقدير واسع لأفلام سوزوكي وفكرة أن الجمهور يجب أن يكون قادرًا على رؤية أنواع الأفلام التي يريدونها. هز هذا صناعة السينما بحقيقة أن الجمهور كان يطالب بمطالب بدلاً من القبول السلبي لمنتجهم.
طوال الدعوى، وسمع دوي 19 شاهدا على مدى اثنين وعملية النصف الأول من العام بما في ذلك المديرين ومراسلي الصحف ، نقاد السينما واثنين من أفراد الجمهور الجارية الفيلم .  كتب كوهشي أوينو عن شهادة سوزوكي الخاصة حول صنع فيلم Branded to Kill، «تم اعتبار الفيلم المقرر إنتاجه فجأة غير مناسب وتم استدعاء سوزوكي في وقت قصير جدًا لملء الفراغ. تم تحديد تاريخ الإصدار بالفعل عندما طُلب من سوزوكي كتابة السيناريو. واقترح إسقاط النص عند رئيس أخبره الاستوديو أنه يجب أن يقرأها مرتين قبل أن يفهمها ، لكن الشركة وجهته لتصوير الفيلم. وفقًا لسوزوكي ، لم يكن نيككاتسو في وضع يسمح له بانتقاده بسبب فيلم صنعه لمساعدتهم في حالات الطوارئ .»  لم يكشف سوزوكي من قبل عن هذه المعلومات أو يناقش أي شؤون داخلية للشركة ، وقد كشفت شهادته حقيقة أن الاستوديوهات الكبرى خصصت الأفلام للمخرجين بشكل عشوائي ، ونشرتها بشكل غير صحيح وتوقع أن يتحمل المخرجون أي لوم.
تبين أيضًا أنه مع تراجع الصناعة منذ أوائل الستينيات ، بحلول عام 1968 كانت نيكاتسو في خضم أزمة مالية . تراكمت على الاستوديو 1845000000 ين ياباني بسبب الإدارة غير المسؤولة وكان من المقرر أن يخضع لعملية إعادة هيكلة ضخمة. تم تقليل أحجام طاقم الفيلم ، وتقديم بطاقات الوقت والموافقة المسبقة كانت مطلوبة لجميع العمل الإضافي.  هوري ، المعروف بالشخصية الشمولية ، غير معتاد على التراجع عن التصريحات أو الموافقة على الطلبات ، قد قدم مثالاً لسوزوكي على ما يبدو على أساس كراهيته للفيلم. في خطاب ألقاه أمام الشركة بمناسبة العام الجديد ، أكد مرارًا وتكرارًا على رغبته في إنتاج أفلام «يسهل فهمها».
في 12 فبراير 1971 اكتملت الشهادة وتوقع صدور الحكم. ومع ذلك ، في مارس / آذار ، نصحت المحكمة بتسوية ، موضحةً أن الاستئناف يستغرق وقتًا طويلاً للغاية. بدأت المفاوضات في 22 مارس واختتمت في 24 ديسمبر ، بعد ثلاث سنوات ونصف من بدء القضية. دَفعت نيكاتسو لسوزوكي 1000000 ين ، وهو جزء بسيط من مطالبته الأصلية ، واضطر هوري للاعتذار عن التعليقات التي أدلى بها أثناء عمله كرئيس. في اتفاقية منفصلة ، تبرع نيكاتسو بـ Fighting Elegy و Branded to Kill إلى مركز الأفلام التابع لمتحف طوكيو الوطني للفن الحديث . في وقت التسوية ، أعرب سوزوكي عن مخاوفه من أنه إذا استمر في القتال ، فقد لا يتمكن حتى من الحصول على اعتذار من الشركة الفاشلة. خلال فترة التقاضي ، تم تفكيك نيكاتسو ببطء. لم تنجح خطط هوري لإعادة هيكلة الشركة واضطر نيكاتسو إلى تصفية الاستوديوهات والمباني الرئيسية. أصدرت فيلمين نهائيين في أغسطس 1971 وبحلول نوفمبر بدأت في إنتاج مواد إباحية رومانسية رومانية .  الرغم من فوز سوزوكي بدعم واسع من الجمهور وعالم السينما ، فقد تم إدراجه في القائمة السوداء من قبل جميع شركات الإنتاج الكبرى ولم يتمكن من صنع فيلم آخر لمدة 10 سنوات.

## الاعتراف الاخير
للحفاظ على نفسه خلال المحاكمة وسنوات القائمة السوداء التي تلت سوزوكي نشر كتبًا من المقالات ، وأخرج العديد من الأفلام والمسلسلات والإعلانات التلفزيونية.  جعلته المحاكمة والاحتجاجات رمزًا للثقافة المضادة وأصبحت أفلامه نيكاتسو مشهورة جدًا في عروض منتصف الليل ،  تلعب على «جماهير مزدحمة وصفقت بشدة».  كما بدأ التمثيل لمخرجين آخرين بأجزاء صغيرة ونقوش. كان دوره الأول على الشاشة هو ظهور خاص في كازوكي أوموري لا تنتظر حتى الظلام! (1975).
أنتج Shochiku ، الشركة التي بدأته كمساعد مخرج ، عودته إلى الإخراج السينمائي في عام 1977، A Tale of Sorrow and Sadness ، وهو فيلم غولف يكشف عن الإثارة النفسية التي صاغها رسام المانجا الرياضي إيكي كاجيوارا . يظهر جو شيشيدو في حجاب قصير. قوبل الفيلم بسوء نقدي وشعبية.
تعاون مع المنتج جينجيرو أراتو في عام 1980 وصنع الجزء الأول مما سيصبح ثلاثية Taishō ، Zigeunerweisen ، قصة شبح نفسية ، فترة ، سميت على اسم سجل الجراموفون لموسيقى الكمان الغجرية بابلو دي ساراسات ، ظهرت بشكل بارز في الفيلم. عندما رفض العارضون عرض الفيلم ، قام أراتو بعرضه بنفسهوحقق نجاحًا كبيرًا.  حاز الفيلم على تنويه شرف في الدورة 31 لمهرجان برلين السينمائي الدولي ،  ورُشح لـ 9 جوائز أكاديمية يابانية وفاز بأربعة منها ، بما في ذلك أفضل مخرج وأفضل فيلم ، وكان التصويت لا. أول فيلم ياباني من ثمانينيات القرن الماضي لنقاد يابانيين.  تابع الفيلم مع Kagero-za ، الذي تم إنتاجه في العام التالي ، وأكمل الثلاثية بعد عشر سنوات مع Yumeji . علق سوزوكي على العمل خارج نظام الاستوديو:
بالحديث عمليًا جدًا ، أنا لا أتغير كصانع أفلام. لكن نظام الاستوديو قدم طريقة عمل مريحة للغاية ، كما أن صناعة الأفلام المستقلة مختلفة. في Nikkatsu ، إذا كانت لدي فكرة في الصباح ، فيمكن تنفيذها بعد الظهر في الاستوديو. الأمر أكثر تعقيدًا الآن. أعتقد أنني ما زلت أحاول استخدام المواقع لأنني استخدمت الاستوديو ذات مرة ، لكن مشكلة الإضاءة تجعل الأمر صعبًا. في الاستوديو ، لديك جسور إضاءة لتعليق الأضواء منها. يستغرق إعداد الأضواء في الموقع وقتًا طويلاً.
استضافت إيطاليا أول معرض استعادي جزئي لأفلامه خارج اليابان في عام 1984 مهرجان بيزارو السينمائي الدولي.  عرض عام 1994 بأثر رجعي Branded to Thrill: The Delirious Cinema of Suzuki Seijun 14 من أفلامه. في عام 2001، استضاف نيكاتسو معرض «ستايل للقتل» بأثر رجعي الذي يضم أكثر من 20 من أفلامه. احتفالًا بالذكرى الخمسين لظهوره الإخراجي الأول ، استضاف نيكاتسو مرة أخرى تحدي فيلم Suzuki Seijun 48 لعام 2006 الذي عرض جميع أفلامه حتى الآن في مهرجان طوكيو السينمائي الدولي .
قام بعمل تكملة فضفاضة لـ Branded to Kill with Pistol Opera (2001). حل Makiko Esumi محل Joe Shishido باعتباره القاتل رقم 3. تبع ذلك الأميرة راكون (2005)، بطولة Zhang Ziyi ، قصة حب موسيقية. في مقابلة عام 2006، قال إنه ليس لديه خطط لإخراج أي أفلام أخرى ، مشيرًا إلى مخاوف صحية.  تم تشخيص حالته بأنه مصاب بانتفاخ الرئة وتم توصيله بشكل دائم بجهاز تنفس محمول.  ومع ذلك، وقال انه حضر 2008 طوكيو مشروع جمع ومكان خدمة تمويل الأفلام والإنتاج المشترك الدولية ، ونزلوا فيلم بعنوان سمكة اللهب الذهبية .

## موته
توفي في 13 فبراير 2017 في أحد مستشفيات طوكيو.  أعلنت نيكاتسو وفاته. وتوفي بسبب مرض الانسداد الرئوي المزمن .

## تقنية صناعة الأفلام
كمخرج عقد B في ناكتسو، تم إنتاج أفلام سوزوكي وفقًا لهيكل صارم. تم تكليفه بفيلم وسيناريو ، ولم يكن بإمكانه إلا رفضه مخاطرة بفقدان وظيفته. يدعي أنه رفض فقط نصين أو ثلاثة نصوص في وقته مع ناكتسو لكنه عدل النصوص دائمًا في كل من مرحلة ما قبل الإنتاج وأثناء التصوير.  عيّن نيكاتسو أيضًا ممثلًا للبطولة ، أو يؤدي ، إما نجمًا (عادةً من الدرجة الثانية) أو نجمًا يتم إعداده للنجومية. لم يتم تعيين بقية الممثلين ولكن تم اختيارهم عادةً من مجموعة الممثلين المتعاقدين في الاستوديو. كان لمعظم أفلام الاستوديو A ميزانية محددة تبلغ 45 مليون ين ، حيث بلغ عدد أفلام سوزوكي بالأبيض والأسود 20 مليونًا ، وحصلت أفلامه الملونة على 3 ملايين إضافية. تمت جدولة أفلامه لمدة 10 أيام لمرحلة ما قبل الإنتاج ، مثلاستكشاف الموقع وتصميم الأزياء والأزياء ، 25 يومًا للتصوير و 3 أيام لمرحلة ما بعد الإنتاج ، مثل التحرير والدبلجة.  في هذا الإطار ، كان لديه درجة تحكم أكبر من المخرجين «أ» حيث لفتت منتجات «ب» الأرخص انتباهًا أقل يقظة من المكتب الرئيسي.

## وصلات خارجية
سيچون سوزوكى على imdb